# Lonchaea longicornis
Lonchaea longicornis är en tvåvingeart som beskrevs av Samuel Wendell Williston  1896. Lonchaea longicornis ingår i släktet Lonchaea och familjen stjärtflugor. Inga underarter finns listade i Catalogue of Life.